# Aproximación de Spouge
En matemáticas, la aproximación de Spouge es una fórmula para la función gamma expresada por John L. Spouge en 1994. Es una modificación de la aproximación de Stirling, y tiene la forma
{\displaystyle \Gamma (z+1)=(z+a)^{z+1/2}e^{-(z+a)}\left[c_{0}+\sum _{k=1}^{a-1}{\frac {c_{k}}{z+k}}+\varepsilon _{a}(z)\right]}
donde a es un número entero positivo arbitrario y los coeficientes vienen dados por
{\displaystyle c_{0}={\sqrt {2\pi }}\,}
{\displaystyle c_{k}={\frac {(-1)^{k-1}}{(k-1)!}}(-k+a)^{k-1/2}e^{-k+a}\quad k\in \{1,2,\dots ,a-1\}.}
Spouge demostró que, si Re (z)> 0 y a > 2, el error relativo en descartar εa (z) está delimitada por
{\displaystyle \,a^{-1/2}(2\pi )^{-(a+1/2)}.}
La fórmula es similar a la aproximación de Lanczos, pero tiene algunas características distintas. Respecto a la fórmula de Lanczos exhibe una convergencia más rápida, los coeficientes son mucho más fáciles de calcular y el error se pueden establecer arbitrariamente baja. La fórmula es, por tanto, factible para evaluar la función gamma con precisión arbitraria. Sin embargo, se debe tener especial atención para utilizar la suficiente precisión al calcular la suma debido al gran tamaño de los coeficientes  CK, así como su signo alternante. Por ejemplo, para a = 49, debe calcular la suma utilizando aproximadamente 65 dígitos decimales de precisión con el fin de obtener los prometidos 40 dígitos decimales de precisión.